# Solomon a Gaenor
Solomon a Gaenor é um filme de drama britânico de 1999 dirigido e escrito por Paul Morrison. Foi indicado ao Oscar de melhor filme estrangeiro na edição de 2000, representando o Reino Unido.

## Elenco
- Ioan Gruffudd - Solomon Levinsky
- Nia Roberts - Gaenor Rees
- Elliot Cantor - Benjamin Levinsky
- Sue Jones-Davies - Gwen
- William Thomas - Idris Rees
- Mark Lewis Jones - Crad Rees
- Maureen Lipman - Rezl
- David Horovitch - Isaac